# Josef Huttary
Josef Huttary (17. listopadu 1841 Český Dub – 29. ledna 1890 Praha), byl českodubský rodák a český malíř.

## Život
Josef Huttary se narodil v Českém Dubu. Jeho otec Willibald Huttary byl nižším soudním úředníkem. Matka Marie, rozená Procházková, byla dcerou důchodního. Josef studoval nejprve v Táboře a poté na malířské akademii v Praze a ve Vídni. Po absolvování se odebral do Paříže, kde byl žákem českého malíře Jaroslava Čermáka. Rovněž strávil nějaký čas ve společnosti Jaroslava Čermáka v Černé Hoře, kde si získal přízeň knížete Nikoly a kde podobně jako Čermák na plátně ztvárnil řadu místních motivů. Po návratu z Černé Hory žil nějaký čas v Karlových Varech. V lázeňském městě tvořil ponejvíce podobizny, které si u něho objednávali lázeňští hosté. Portrétoval mimo jiných nizozemského krále a srbskou královnu Natalii. Poslední roky svého života pobýval v Praze, kde také 29. ledna 1890 zemřel. Pohřben je na Olšanských hřbitovech.
Josef Huttary měl dvě sestry, Karlu (1843–1906) a Marii (1839–?). Obě se věnovaly opernímu zpěvu. Karla Huttaryová, provdaná Poláková, působila jako sopranistka na několika evropských operních scénách.
Huttary měl uherské předky. Část jeho rodiny tendovala k německé řeči, část k češtině. Sám Huttary se stal českým vlastencem. Mezi jeho vyženěnými příbuznými z rodu Poláků se vyskytovalo několik umělců i spisovatelů, někteří však dali přednost německému jazyku (např. spisovatelka Aloisia Kirschner píšící pod pseudonymem Ossip Schubin či její sestra, výtvarnice Marie Louisa Kirschnerová). Huttaryho synovcem byl mimo jiné známý český herec Raoul Schránil, který se ke strýcovu odkazu vždy hrdě hlásil. Zmiňoval také, že Huttaryho vyženěná příbuzná Betty byla 2. manželkou Bedřicha Smetany. Se Smetanou se přátelila zvláště Josefova sestra, operní pěvkyně a česká vlastenka Karla, přičemž se skladatelem ji pojil nejen příbuzenský, nýbrž i profesní vztah. Více informací o umělecky činných osobách v rodinách Huttaryů a Poláků lze nalézt v knižním životopisu R. Schránila od Ladislava Tunyse (Praha, 2011). Josef je zde ovšem mylně uveden jako „Karel Huttary“.
Huttaryho dílo nebylo dosud podchyceno v samostatné knižní monografii. Huttary však vystupuje jako jedna z vedlejších postav románu Františka Kožíka „Pouta věrnosti“. Dílčím způsobem je Huttary upomínán v rámci odborných knih a studií českého historika a balkanologa dr. Františka Šístka z Historického ústavu Akademie věd (např. „Junáci, horalé a lenoši. Obraz Černé Hory a Černohorců v české společnosti, 1830–2006“, Praha 2011).

## Galerie

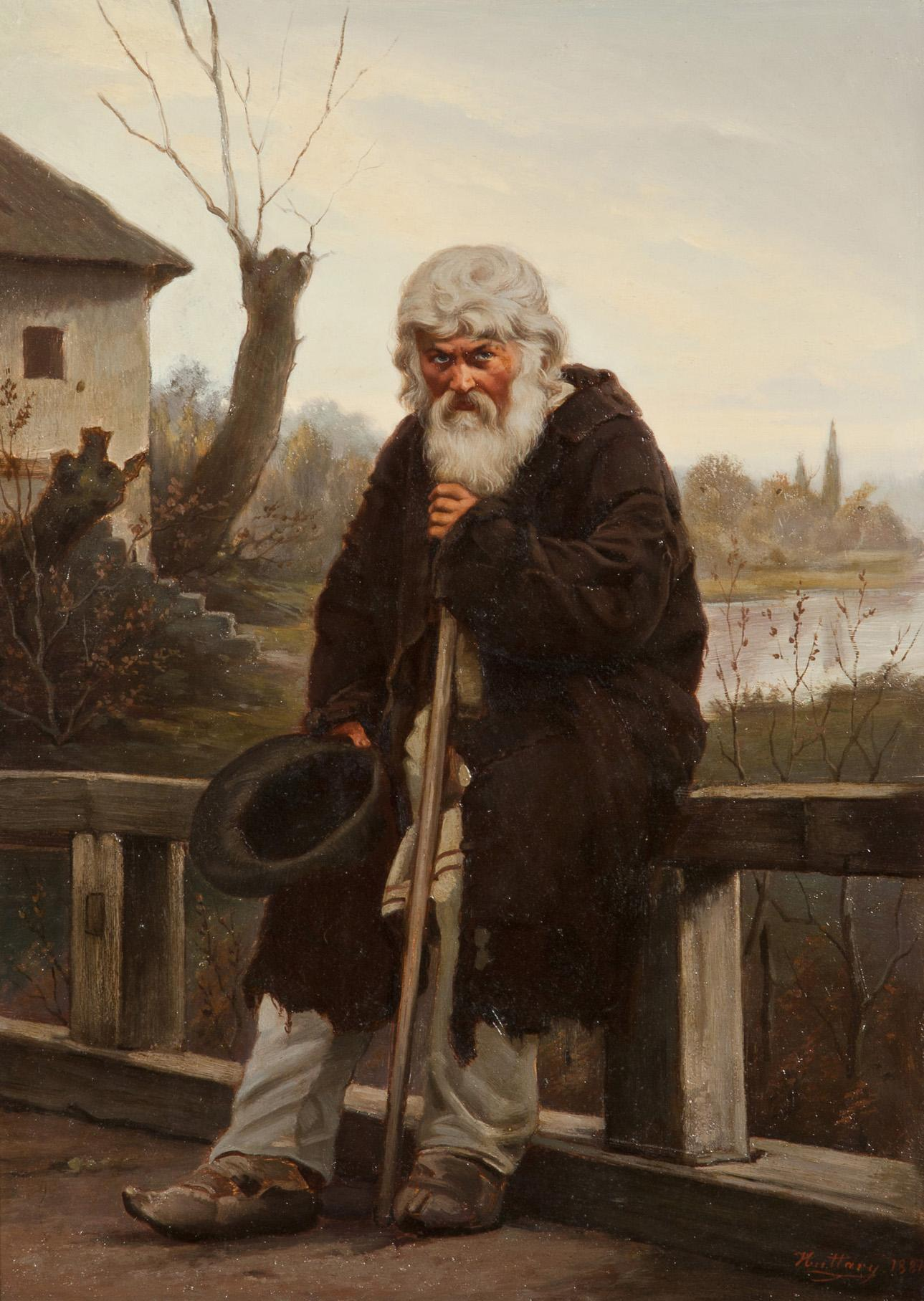
Josef Huttary – Starý žebrák (1887)
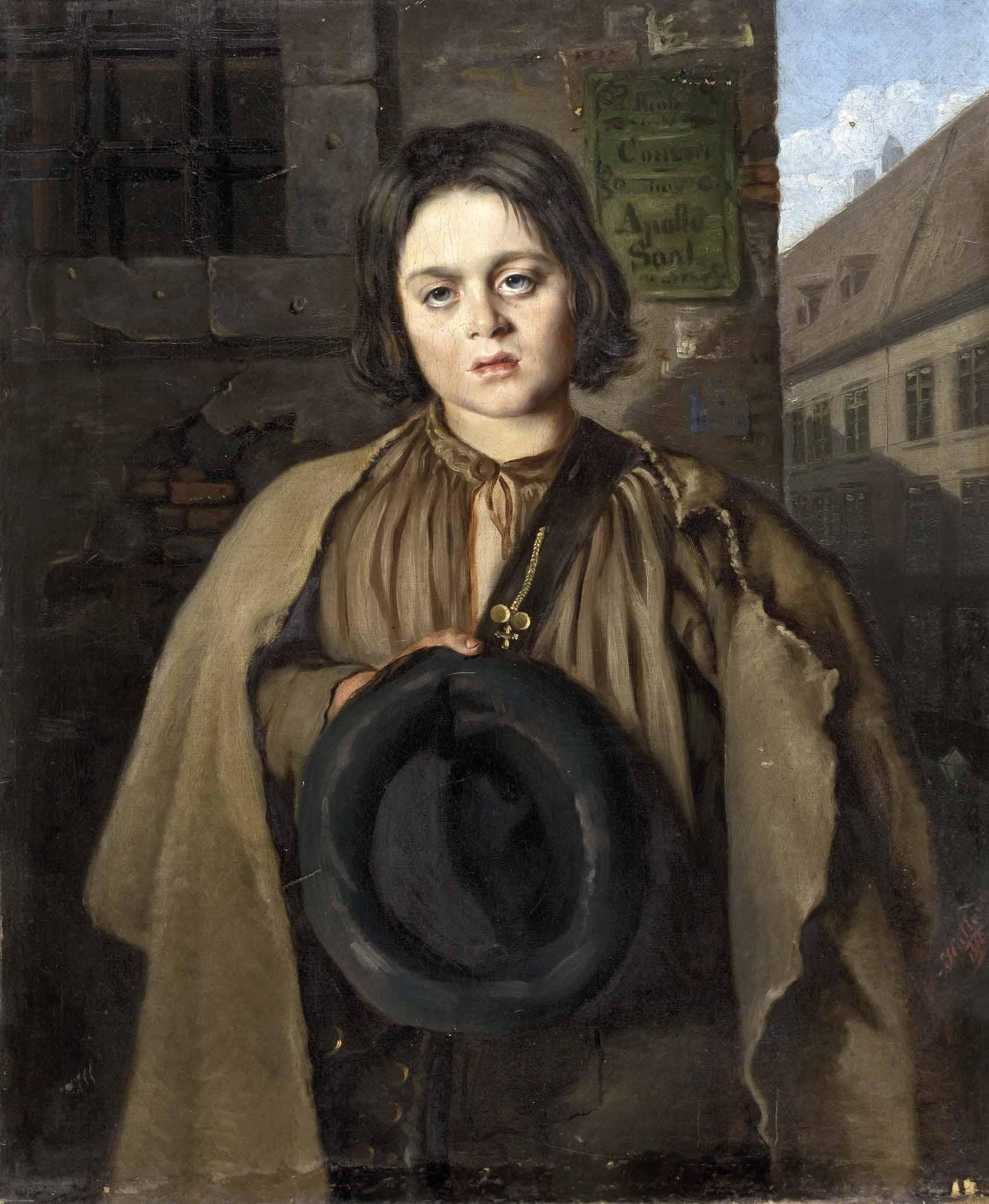
Josef Huttary – Chlapec s kloboukem (1860)
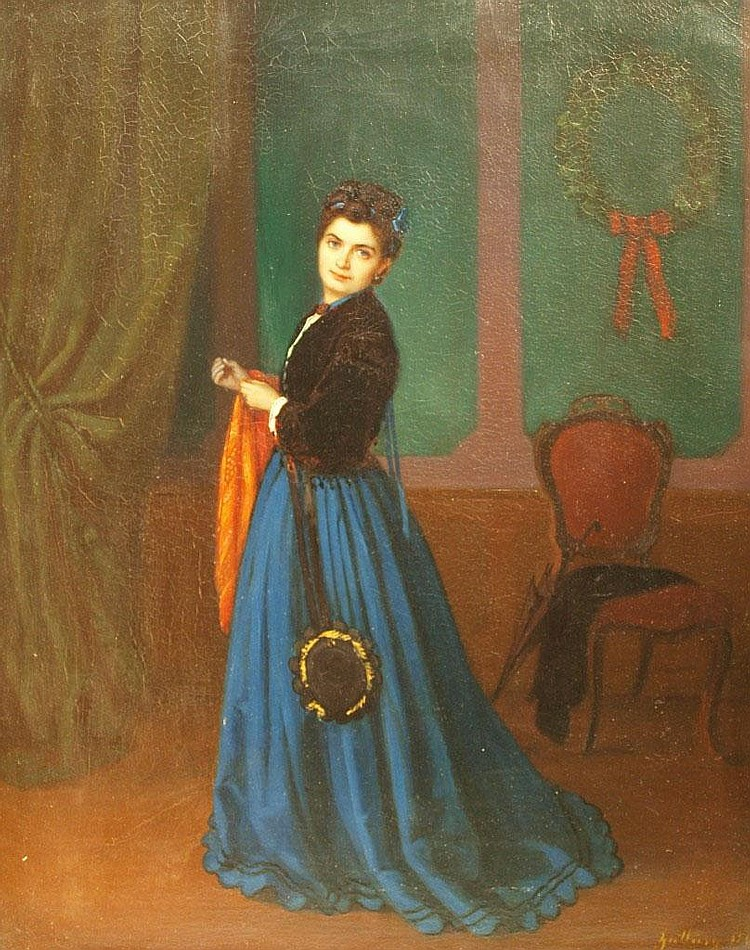
Josef Huttary – Mladá žena v pokoji (1868)
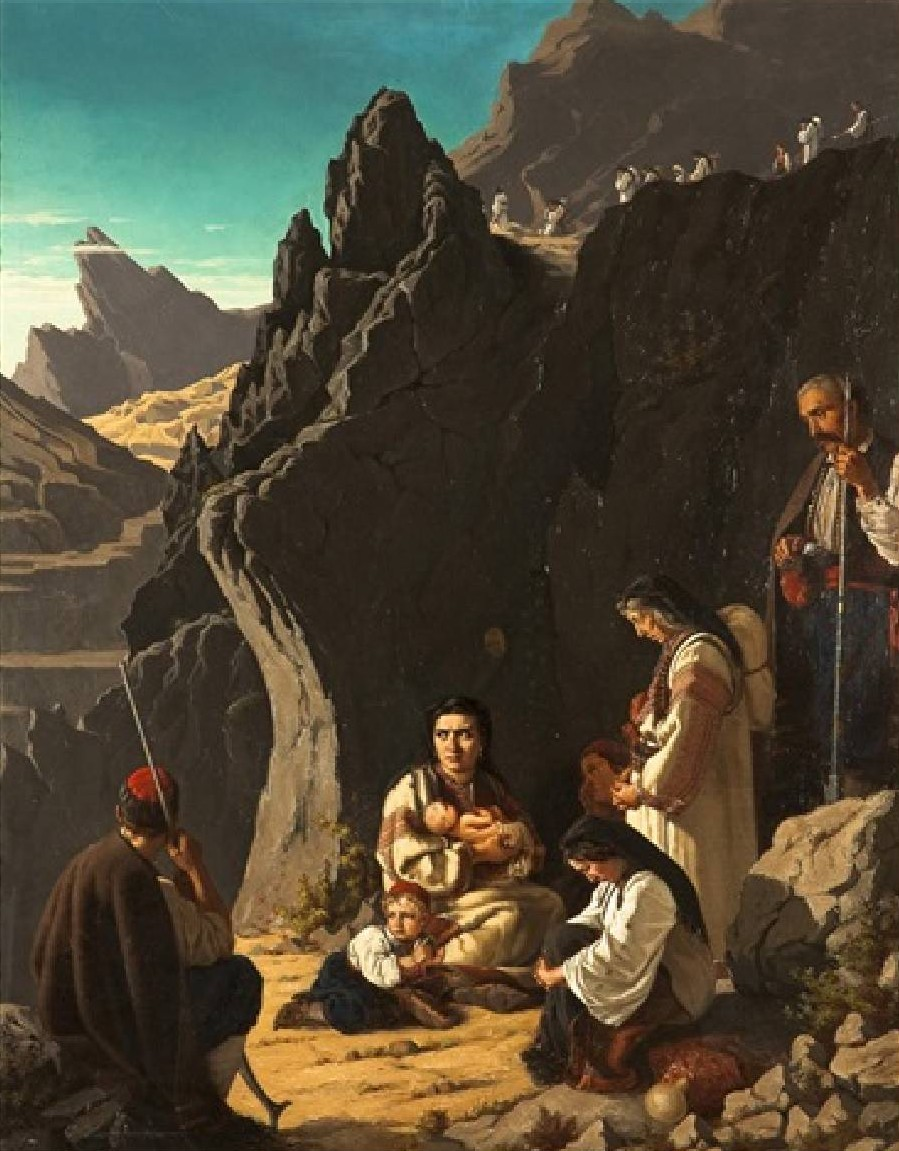
Josef Huttary – Uprchlíci v Černé Hoře (1865)
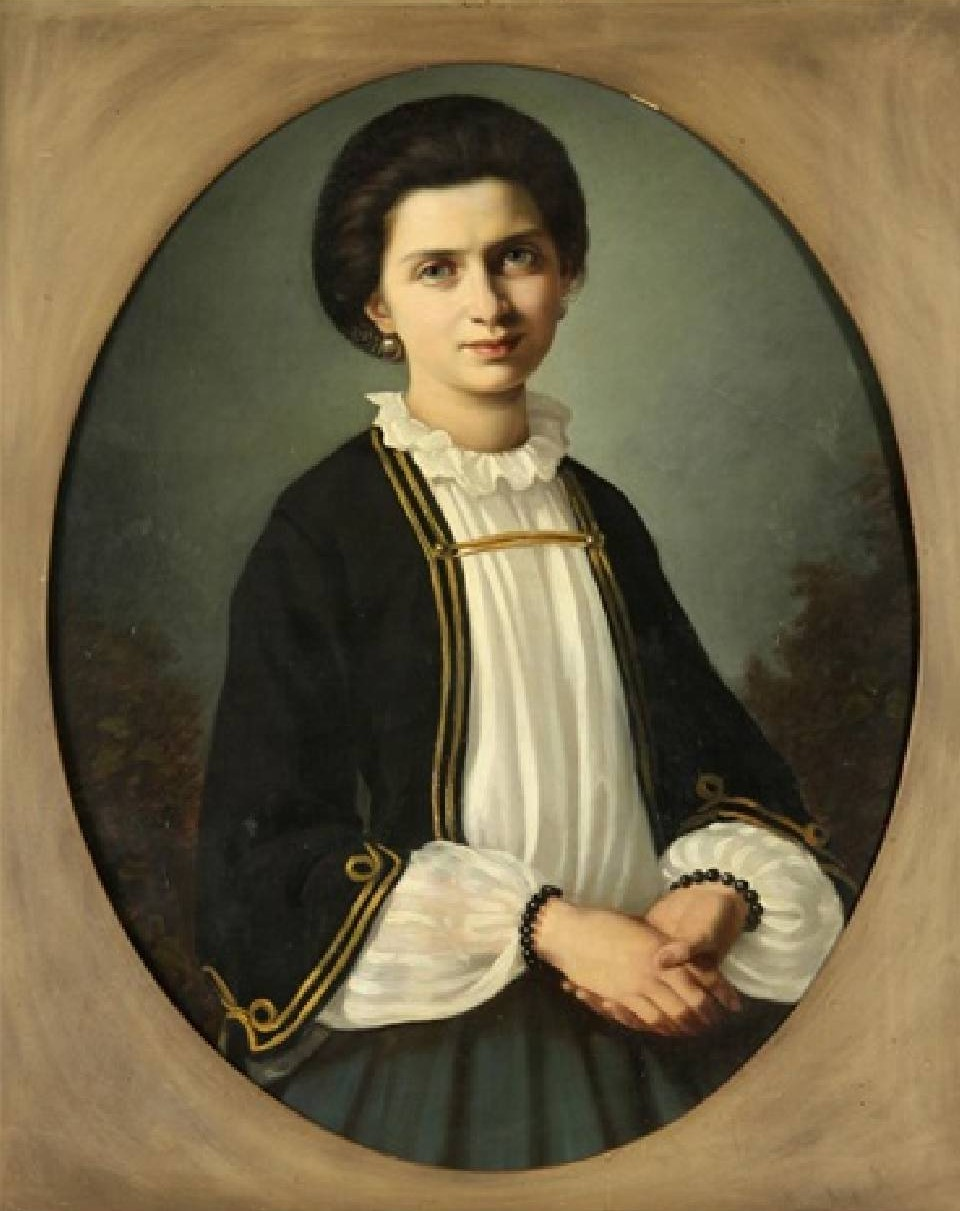
Josef Huttary – Portrét Karly von Neumann (1861)
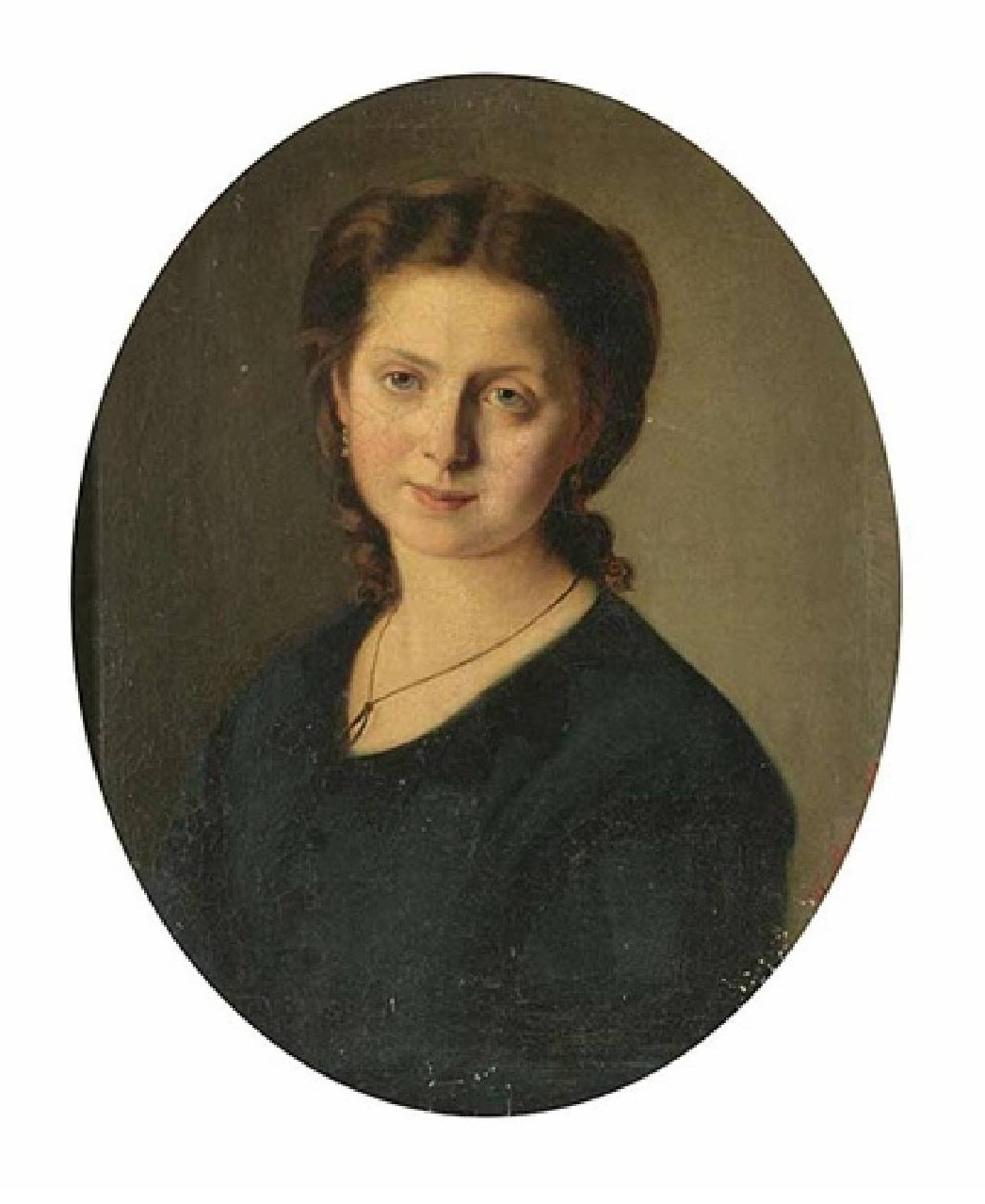
Josef Huttary – Portrét dívky (1861)